# MIR6079
MIR6079‏ (None) هوَ بروتين يُشَفر بواسطة جين MIR6079 في الإنسان.